# Betul
Betul és una ciutat de l'Índia a Madhya Pradesh, capital del districte de Betul a la divisió de Bhopal. Al cens del 2001 tenia 83.287 habitants. Betul deriva el seu nom de la petita població de Betul Bazar a uns 5 km al sud de Badnur. El 1822 el govern britànic es va establir a aquesta vila però el 1901 es va traslladar a Badnur que tenia 1.500 habitants més. Modernament les dues ciutats es van ajuntar i avui la vella Betul és com un barri de la nova (abans Badnur). Betul vol dir "amb cotó".